# Oftia revoluta
Oftia revoluta là một loài thực vật có hoa trong họ Huyền sâm. Loài này được Bocquet mô tả khoa học đầu tiên năm 186162.